# باشد که
" باشد که " (May It Be) آهنگی از خواننده ایرلندی انیا است. انیا و روما رایان این آهنگ را برای فیلم «ارباب حلقه‌ها: یاران حلقه» به کارگردانی پیتر جکسون در سال ۲۰۰۱ ساختند. این آهنگ در سال ۲۰۰۲ در جدول تک آهنگ‌های آلمان در رتبه اول قرار گرفت و انیا آن را در هفتاد و چهارمین دوره جوایز اسکار اجرا کرد. «باشد که» مورد تحسین منتقدان قرار گرفت و نامزد دریافت جایزه اسکار برای بهترین آهنگ اصلی، جایزه گلدن گلوب برای بهترین آهنگ غیر اقتباسی و جایزه گرمی برای بهترین آهنگ نوشته شده برای رسانه‌های تصویری شد.

## ترکیب بندی
کارگردان فیلم پیتر جکسون به انیا (به سفارش هاوارد شور) پیشنهاد داد که آیا او علاقه‌مند است آهنگی برای ارباب حلقه‌ها بنویسد. انیا که از این پیشنهاد هیجان زده شده بود، برای دیدن ویرایش‌های اولیه فیلم به نیوزلند رفت. انیا برای کار روی این آهنگ با نیکی رایان، تهیه‌کننده اش و روما رایان ترانه‌سرای آهنگ‌های خودش، همکاری کرد. نیکی موسیقی را تنظیم کرد در حالی که روما متن ترانه را نوشت. آنها این آهنگ را از طریق قرارداد انیا با وارنر موزیک در استودیوی ایگل در دوبلین ضبط کردند.

## متن ترانه
شعر این قطعه شامل کلمات انگلیسی و همچنین کلماتی به زبان تخیلی الفی، کوئنیا است؛ زبانی که توسط JRRجی. آر.آر. تالکین ساخته شده است. در حالی که انیا موسیقی می‌نوشت، روما رایان زبان‌ها را مطالعه می‌کرد و اشعار را به زبان انگلیسی و کوئنیا می‌نوشت. در متن آهنگ دو عبارت به زبان کوئنیایی وجود دارد. اولین مورد، Mornië utúlië، به «تاریکی آمده است» ترجمه می‌شود. و Mornië alantië به «تاریکی فرود آمده» ترجمه می‌شود. هر کدام دو بار در آهنگ تکرار می‌شود و شعرهای باقی مانده به زبان انگلیسی نوشته شده است. البته عبارت‌های الفی با زبان انگلیسی در هم آمیخته و به‌صورت جداگانه نیامده است، مانند بیت دوم. «تاریکی آمده است، باور کن و راهت را خواهی یافت؛ تاریکی فرود آمده، یک وعده اکنون در درون تو زندگی می‌کند.»

## استقبال منتقدان و جوایز
"باشد که" در سال ۲۰۰۲ نامزد جایزه اسکار بهترین آهنگ اصلی شد، اما به آهنگ " اگر تو را نداشتم " رندی نیومن از شرکت هیولاها که توسط جان گودمن و بیلی کریستال خوانده شد، رقابت را باخت. این فیلم برنده جایزه انجمن منتقدان فیلم لاس وگاس برای بهترین آهنگ و همچنین جایزه فیلم منتخب منتقدان برای بهترین آهنگ در سال ۲۰۰۲ شد. در سال ۲۰۰۲ نامزد جایزه گلدن گلوب برای بهترین آهنگ غیر اقتتباسی شد، اما به " تا " در فیلم کیت و لئوپولد شکست خورد. این آهنگ در سال ۲۰۰۳ نامزد جایزه گرمی برای بهترین آهنگ نوشته شده برای رسانه‌های تصویری شد. انیا آهنگ خود را در مراسم اسکار در ۲۴ مارس ۲۰۰۲ اجرا کرد. او «کاملا» در مورد اجرا هیجان زده بود.

## انتشار
آهنگ «باشد که» در آلبوم‌های مختلفی وجود دارد. در ۲۰ نوامبر ۲۰۰۱، در موسیقی متن فیلم یاران حلقه همراه با آهنگ اصلی هوارد شور "The Road Goes Ever On (Part 2)" منتشر شد. همچنین در ۱۰ دسامبر ۲۰۰۱ به صورت تک آهنگ در اروپا و در ۲۱ ژانویه ۲۰۰۲ در بریتانیا منتشر شد. «باشد که» در جدول تک آهنگ‌های آلمان در رتبه اول قرار گرفت. در سال ۲۰۰۵، به عنوان بخشی از مجموعه " ارباب حلقه‌ها: یاران حلقه: مجموعه کامل" منتشر شد. این بار، نسخهٔ منتشر شده از آهنگ با عنوان‌های پایانی فیلم یکسان بود. انیا همچنین این آهنگ را در آلبوم خود "بهترین‌های انیا" در سال ۲۰۰۹ منتشر کرد. موزیک ویدیوی آهنگ توسط پیتر نایدرل کارگردانی شد. فیلم شامل کلیپ‌هایی از فیلم ارباب حلقه‌ها و همچنین انیا در حال خواندن این آهنگ است. مدت زمان این ویدئو ۳ دقیقه و ۳۲ ثانیه است.